# Dicentrarchus
Dicentrarchus – rodzaj ryb z rodziny moronowatych (Moronidae). W języku polskim określane są nazwą labraksy.

## Klasyfikacja
Gatunki zaliczane do tego rodzaju:
- Dicentrarchus labrax – labraks[4], moron[5]
- Dicentrarchus punctatus – labraks cętkowany[6], strzępiel cętkowany[6]

Gatunkiem typowym rodzaju jest Dicentrarchus labrax.